# Maria Königin des Friedens (Göttingen)

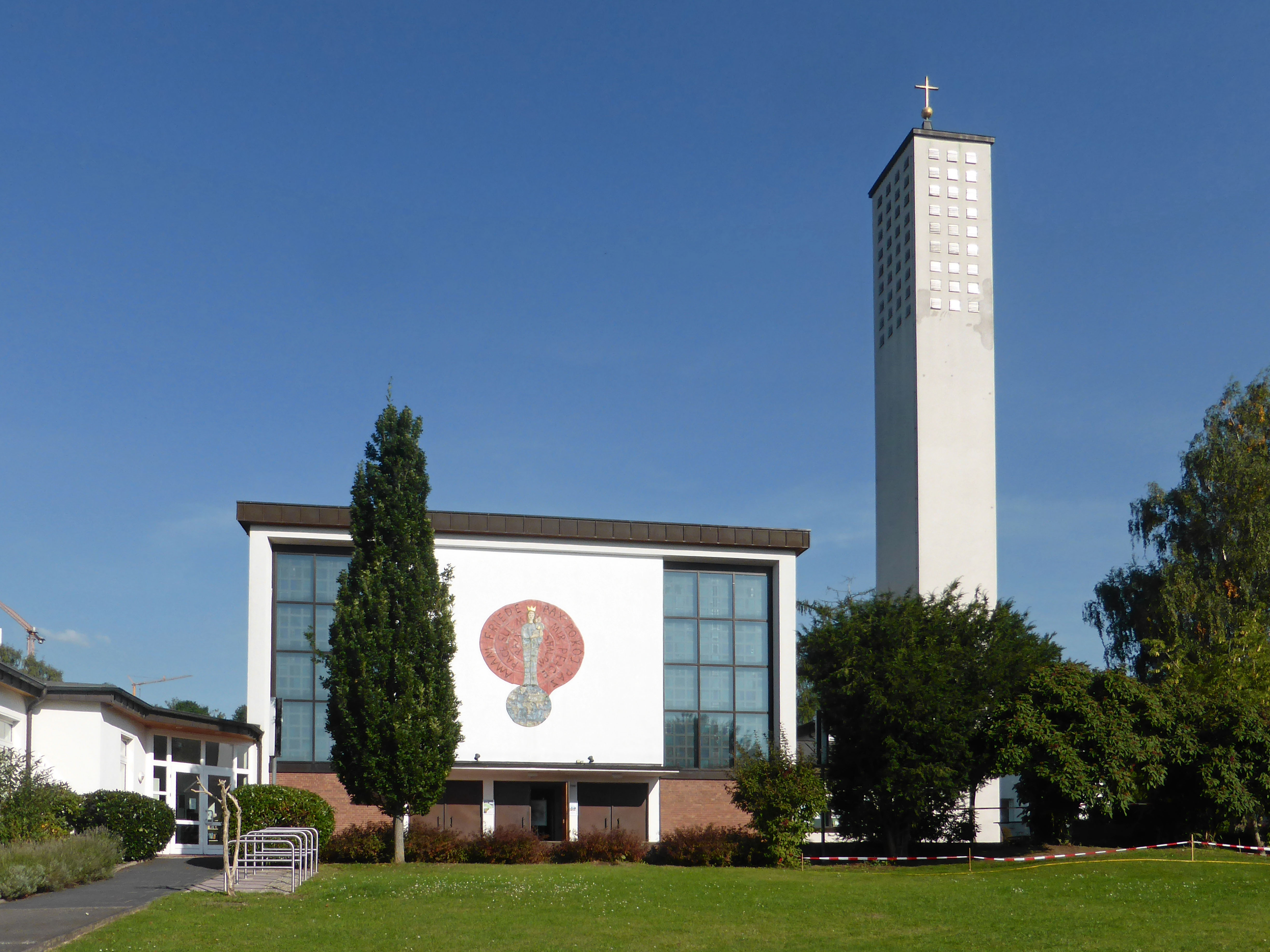
Kath. Pfarrkirche Maria Königin des Friedens (2021)

Maria Königin des Friedens, auch kurz Maria Frieden genannt, ist die katholische Kirche in Geismar, einem Stadtteil von Göttingen in Niedersachsen. Die nach dem Marientitel Königin des Friedens benannte Pfarrkirche befindet sich in der Straße Sandersbeek 1 (Ecke Hauptstraße). Ihre Pfarrgemeinde gehört zum Dekanat Göttingen im Bistum Hildesheim.

## Geschichte
Im weitgehend von den Zerstörungen des Zweiten Weltkriegs verschonten Großraum Göttingen und infolge der Nähe zur innerdeutschen Grenze vergrößerte sich nach 1945 die Zahl der Katholiken im seit der Reformation überwiegend evangelischen Geismar durch den Zuzug von Flüchtlingen und Heimatvertriebenen aus den Ostgebieten des Deutschen Reiches erheblich. Auch Flüchtlinge aus dem nahegelegenen katholischen Obereichsfeld sowie der ab 1957 erfolgte Einzug der Bundeswehr in die Zieten-Kaserne erhöhten die Zahl der Katholiken in Göttingen und Geismar. Zunächst wurden diese Katholiken durch Geistliche von St. Michael in Göttingen betreut. Gelegentlich fanden in Geismar katholische Gottesdienste in der evangelischen Dorfkirche St. Martin statt.

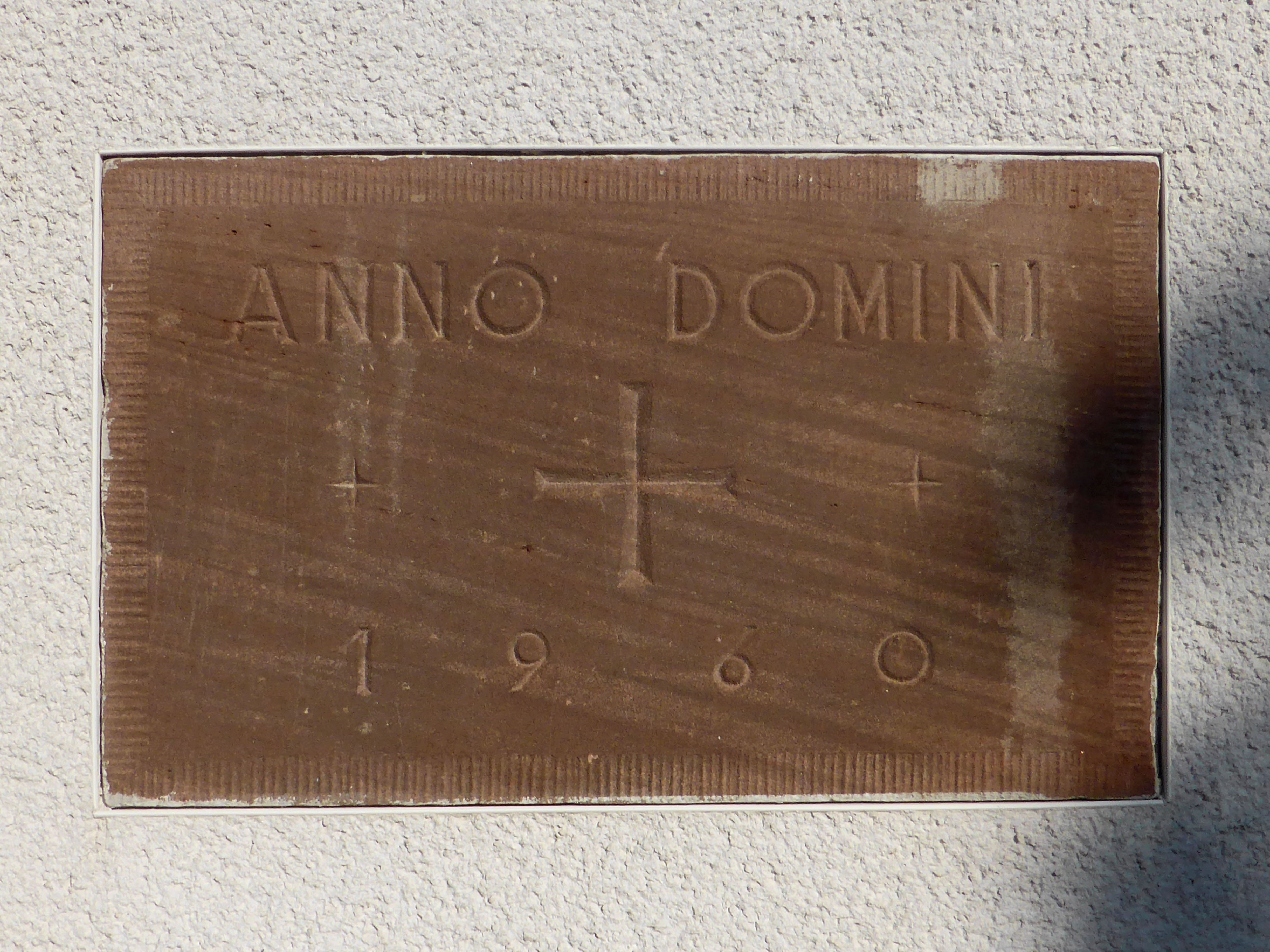
Grundstein

Ende 1950 begannen Bemühungen um eine katholische Kirche in der bis 1964 noch selbstständigen politischen Gemeinde Geismar. Am 30. Oktober 1960 erfolgte die Grundsteinlegung der Kirche; der Grundstein befindet sich außen eingemauert zwischen Kirchturm und Schaukasten. Am 29. Oktober 1961 fand durch den Hildesheimer Weihbischof Heinrich Pachowiak die Konsekration der Kirche statt. Am 1. Juli 1963 wurde die Kirchengemeinde (Kuratiegemeinde) Geismar eingerichtet, ihr erster Pastor war Karl-Heinz Schulz. Am 1. November 1973 wurde die Kirchengemeinde Maria Königin des Friedens zur Pfarrgemeinde erhoben. 1973 erfolgte auch die Umgestaltung des Altarraums nach den Liturgie-Vorgaben des Zweiten Vatikanischen Konzils.
Seit mindestens 1986 gehört zur Pfarrgemeinde Maria Königin des Friedens auch die Kapelle Hl. Kreuz in Rittmarshausen. Ab 1997 bildeten die beiden Pfarrgemeinden Maria Königin des Friedens in Göttingen und St. Norbert in Friedland eine Seelsorgeeinheit. Am 1. November 2006 wurde die St.-Norbert-Kirche der Pfarrgemeinde Maria Königin des Friedens angeschlossen, die Pfarrgemeinde St. Norbert wurde in diesem Zusammenhang aufgehoben. Dadurch erhöhte sich die Zahl der Gemeindemitglieder auf etwa 5000.
Zur Pfarrgemeinde gehört auch die Kindertagesstätte Maria Frieden im Tannenweg 22, etwa 300 Meter von der Kirche entfernt.

## Architektur und Ausstattung

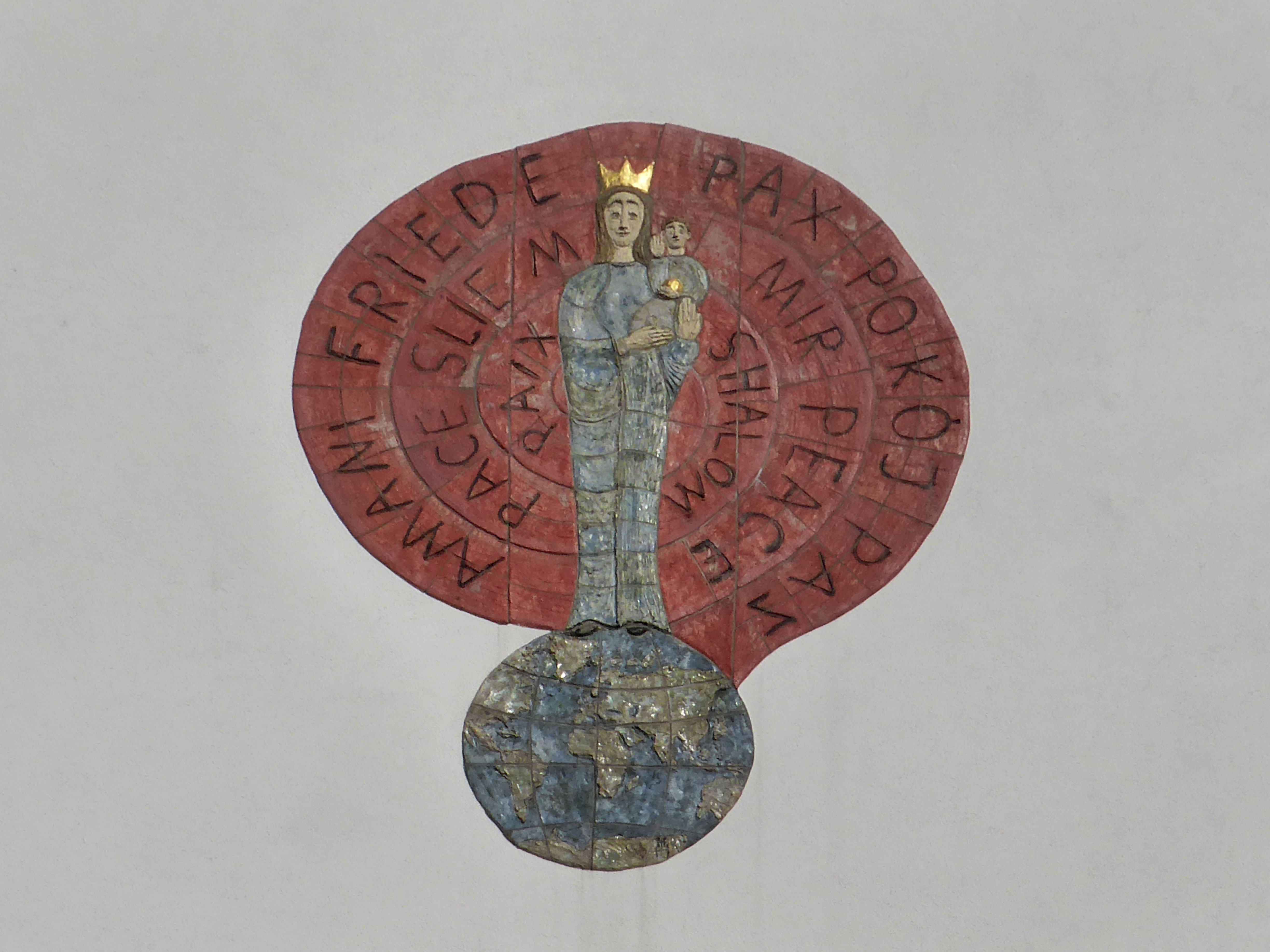
Marienrelief

Die Kirche wurde nach Plänen des Architekten Josef Bieling (* 1919, † 1981) aus Kassel errichtet. Ortsbildprägend ist der gleichzeitig als Campanile freistehende Glockenturm, der als „Fingerzeig Gottes“ bezeichnet wurde.
Über dem Eingang der Kirche zeigt seit 2006 ein großflächiges Relief die Figur der Maria als Königin des Friedens auf der Erdkugel, umgeben von einer Spirale, auf der in elf Sprachen das Wort Friede steht: PAIX (französisch), SHALOM (hebräisch), PACE (italienisch), SLIEM (maltekisch), MIR (ukrainisch), PEACE (englisch), AMANI (Suaheli), FRIEDE (deutsch), PAX (lateinisch), POKÓJ (polnisch) und PAZ (spanisch). Das Relief wurden von Sr. Christophora Janssen OSB aus der Abtei St. Hildegard (Rüdesheim am Rhein) geschaffen.
Franz Pauli aus Köln gestaltete den Altar, das Altarbild, die Fenster und eine Seitenkapelle sowie auch eine inzwischen entfernte Drahtplastik an der Vorderseite der Kirche.
Eine kleine Kapelle, die bis 2001 als Taufkapelle genutzt wurde, ist zur Auferstehungskapelle umgestaltet worden.
Die Orgel wurde erst einige Jahre nach Fertigstellung der Kirche 1969 von den Gebr. Krell aus Duderstadt erbaut.
Einige Pauli-Kirchenfenster wurden 1995 durch von Christine Triebsch aus Halle neu gestaltete Fenster ersetzt.